# Thinocori
I Thinocori sono un sottordine di Charadriiformes a cui appartengono jacane, beccacce dorate, tinocori e l'emipode dal collare. Sono uccelli di piccole-medie dimensioni  legati agli ambienti umidi dell'entroterra. Si nutrono prevalentemente di piccoli  invertebrati o di semi.

## Famiglie
I Thinocori sono suddivisi in quattro famiglie:
- Rostratulidae: beccacce dorate (3 spp.)
- Jacanidae: jacane (8 spp.)
- Pedionomidae: emipodi (1 sp.)
- Thinocoridae: tinocoridi (4 spp.)